# 一號村 (阿拉巴馬州)
一號村（英語：Village Number 1）是一個位於美國阿拉巴馬州科爾伯特縣的非建制地區。該地的面積和人口皆未知。

## 地理
一號村的座標為34°44′24″N 87°43′04″W / 34.74°N 87.71777°W，而該地最高點為海拔高度196米（即644英尺）。